# (8410) Hiroakiohno
(8410) Hiroakiohno es un asteroide perteneciente al cinturón exterior de asteroides, región del sistema solar que se encuentra entre las órbitas de Marte y Júpiter, descubierto el 24 de agosto de 1996 por Seiji Ueda y el astrónomo Hiroshi Kaneda desde el Kushiro Marsh Observatory, Hokkaido, Japón.

## Designación y nombre
Designado provisionalmente como 1996 QZ1, fue nombrado en honor de Hiroaki Ohno (n. 1948), director del Observatorio Hoshinomura en la prefectura de Fukushima, también es miembro del Observatorio Shirakawa en Japón y del Observatorio Chiro en Australia. Es bien conocido por su astrofotografía y contribuye en gran medida a la popularización de la astronomía a través de frecuentes apariciones en televisión y radio.

## Características orbitales
(8410) Hiroakiohno está situado a una distancia media del Sol de 3,231 ua, pudiendo alejarse hasta 3,794 ua y acercarse hasta 2,669 ua. Su excentricidad es 0,174 y la inclinación orbital 2,742 grados. Emplea 2121,60 días en completar una órbita alrededor del Sol.
Los próximos acercamientos a la órbita de Júpiter ocurrirán el 15 de septiembre de 2028, el 17 de diciembre de 2039 y el 13 de diciembre de 2150.
Pertenece a la familia de asteroides de (24) Themis

## Características físicas
La magnitud absoluta de (8410) Hiroakiohno es 12,94. Tiene 13,136 km de diámetro y su albedo se estima en 0,112.